# Gia Coppola
Gian-Carla «Gia» Coppola (Los Angeles, Califòrnia, 2 de febrer de 1987) és una directora de cinema estatunidenca, neta de Francis Ford Coppola i neboda de Sofia Coppola.

## Biografia
Quan era una nena, Gia Coppola va créixer entre presa i presa de les pel·lícules de la seva tia Sofia Coppola (va treballar fins i tot com a assistent en el rodatge de Somewhere), admirant el cinema del seu avi Francis Ford Coppola i somiant amb convertir-se en directora.
El maig de 2019, Coppola va començar a filmar Mainstream, per la qual va escriure el guió junt amb Tom Stuart. La pel·lícula, protagonitzada per Andrew Garfield, Maya Hawke i Jason Schwartzman, segueix tres amants que lluiten per preservar les seves identitats mentre formen un excèntric triangle amorós mediatitzat per les xarxes socials. La pel·lícula fou presentada a la 77a Mostra Internacional de Cinema de Venècia.

## Llargmetratges
- 2013 : Palo Alto[4]
- 2020: Mainstream[5]
- 2024: The Last Showgirl